# Wybory parlamentarne na Ukrainie w 1998 roku

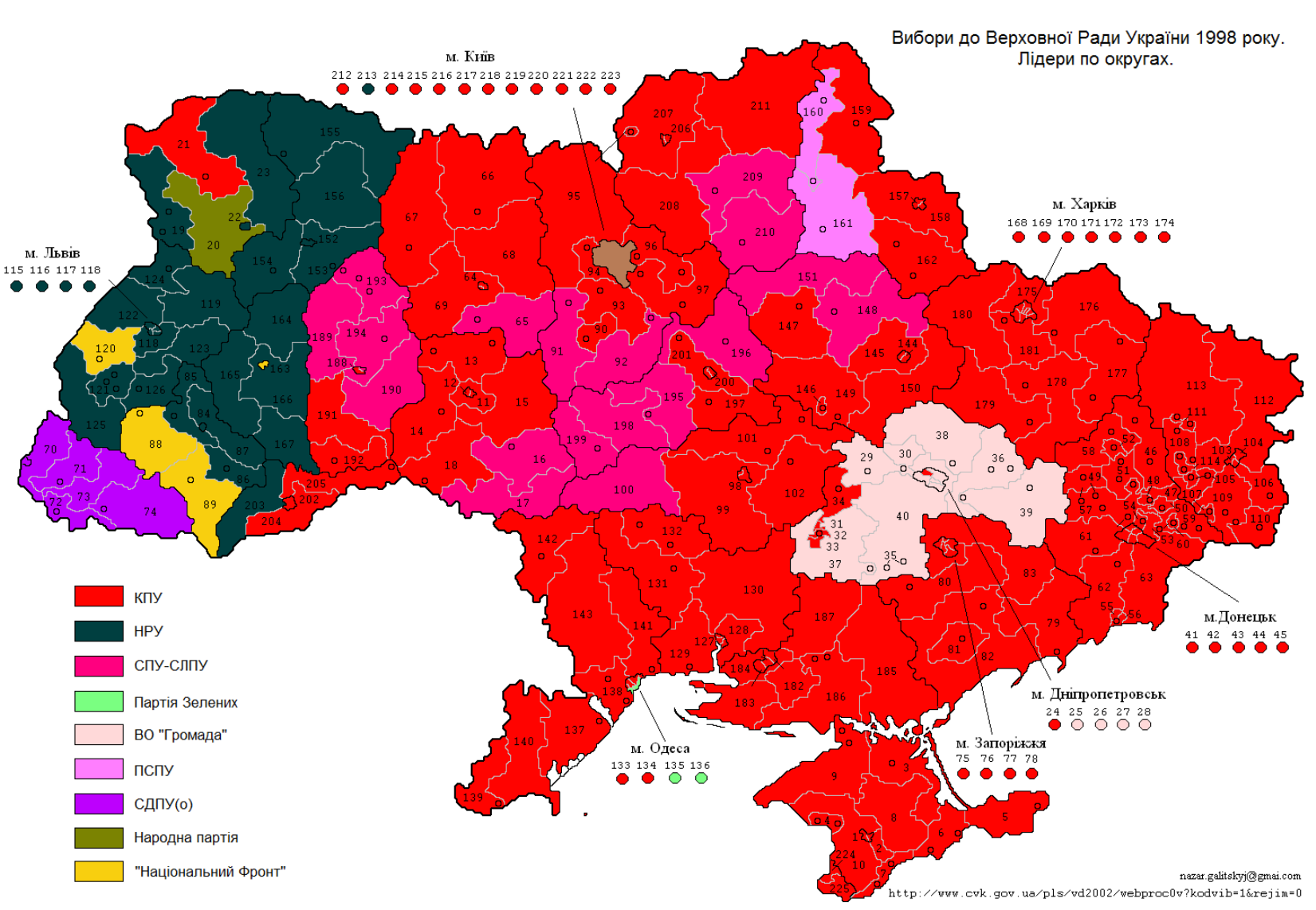
Wybory parlamentarne na Ukrainie 1998 - zwycięskie partie w okręgach wielomandatowych

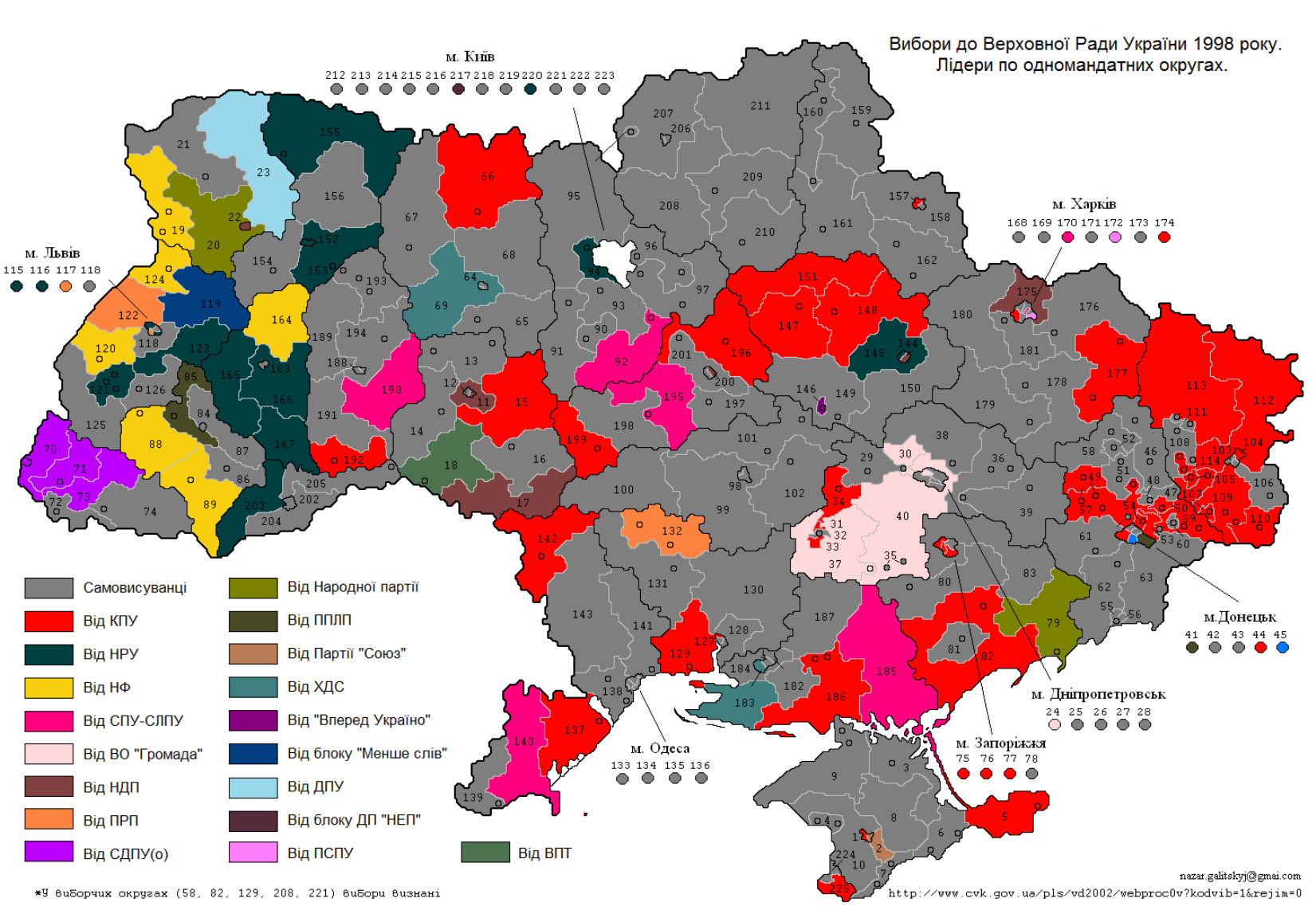
Wybory parlamentarne na Ukrainie 1998 - zwycięskie partie w okręgach jednomandatowych

Wybory parlamentarne na Ukrainie w 1998 roku – wybory do Rady Najwyższej, przeprowadzone dnia 29 marca 1998.

## Ordynacja wyborcza
Połowę mandatów w 450-osobowym parlamencie obsadzano z listy krajowej. Listę wyborczą, liczącą do 225 nazwisk, mogły wystawiać wyłącznie zarejestrowane partie polityczne lub bloki wyborcze będące koalicją takich partii. Mandaty podzielono proporcjonalnie pomiędzy te ugrupowania, które przekroczyły wynoszący 4% próg wyborczy, posłami zostali kandydaci według kolejności na liście. Pozostałe 225 miejsc obsadzono w jednomandatowych okręgach wyborczych w drodze głosowania w jednej turze. Ordynacja przewidywała możliwość kandydowania zarówno w okręgu, jak i na liście partyjnej, w przypadku wygrania wyborów w okręgu kandydata wykreślano z listy ogólnokrajowej.

## Oficjalne wyniki
| Ugrupowanie                                                     | Lider                 | % głosów na listę | Mandaty lista/okręgi | Mandaty lista/okręgi | Razem |
| --------------------------------------------------------------- | --------------------- | ----------------- | -------------------- | -------------------- | ----- |
| Komunistyczna Partia Ukrainy                                    | Petro Symonenko       | 24,7%             | 84                   | 37                   | 121   |
| Ludowy Ruch Ukrainy                                             | Wiaczesław Czornowił  | 9,4%              | 32                   | 14                   | 46    |
| Blok Socjalistycznej Partii Ukrainy i Chłopskiej Partii Ukrainy | Ołeksandr Moroz       | 8,6%              | 29                   | 5                    | 34    |
| Partia Zielonych Ukrainy                                        | Witalij Kononow       | 5,3%              | 19                   | 0                    | 19    |
| Partia Ludowo-Demokratyczna                                     | Wałerij Pustowojtenko | 5,0%              | 17                   | 11                   | 28    |
| Hromada                                                         | Pawło Łazarenko       | 4,7%              | 16                   | 8                    | 24    |
| Postępowa Partia Socjalistyczna Ukrainy                         | Natalija Witrenko     | 4,0%              | 14                   | 2                    | 16    |
| Zjednoczona Socjaldemokratyczna Partia Ukrainy                  | Wiktor Medwedczuk     | 4,0%              | 14                   | 3                    | 17    |
| Pozostałe ugrupowania i kandydaci „niezależni”                  |                       | –                 | –                    | 145                  | 145   |
| RAZEM                                                           |                       | –                 | 225                  | 225                  | 450   |

Wyborczego progu nie przekroczyły m.in. Partia Reformy i Porządek, blok „Naprzód, Ukraino!” z udziałem m.in. Związku Chrześcijańsko-Ludowego, Agrarna Partia Ukrainy i inne.